# Jim Hawk
Jim Hawk ("Air Hawk and the Flying Doctors" i original), australisk tecknad äventyrsserie om en flygarhjälte. Den gjordes av John Dixon och startade som en söndagssida 1959 och gick över till dagsstripp 1963.
Serien publicerades på svenska i Seriemagasinet.